# Stabilizator uzbrojenia czołgu
Stabilizator uzbrojenia czołgu – urządzenie służące do zwiększania celności ognia w czasie ruchu czołgu. Działa ono na zasadzie automatycznego i ciągłego utrzymywania uzbrojenia czołgu w żądanym położeniu, niezależnie od drgań i ruchu pojazdu.
Większość czołgów okresu drugiej wojny światowej nie posiadała stabilizatora uzbrojenia. Aby oddać celny strzał z armaty czołgowej, należało zatrzymać czołg . Jednak już wtedy pracowano nad koncepcją stabilizowania armaty czołgowej. Prowadzono eksperymenty w czołgach lekkich T-26. Zastosowano tam stabilizator linii celowniczej. Urządzenie to wzorowane było na stabilizacji uzbrojenia okrętów. Strzał miał zostać oddany w momencie, kiedy armata była wycelowana w cel . 
Jednak dopiero rozwiązania zastosowane w amerykańskich czołgach: lekkim M3/M5 Stuart oraz średnich M3 Lee/Grant i M4 Sherman można uznać za protoplastę współczesnego stabilizatora uzbrojenia czołgu. Był to opracowany w firmie Westinghouse, stabilizujący armatę w płaszczyźnie pionowej, jednopłaszczyznowy stabilizator Junior. Junior składał się z siłownika hydraulicznego, pompy hydraulicznej zasilającej siłownik oraz żyroskopu i był zamontowany na kołysce armaty .
Bezpośrednio po II wojnie światowej zarówno Amerykanie jak i Rosjanie zaniechali prac nad stabilizacją uzbrojenia czołgu. Nie mają jej zarówno rosyjski T-34, T-34/85 jak i amerykańskie M26 Pershing, M46, M47, M48 Patton czy też M60 i czołg ciężki M103 .
Dopiero w latach 60 XX w. stabilizację otrzymały rosyjskie T-54 i T-55, a w latach 70. amerykańskie zmodernizowane czołgi M60 Patton .